# جردن دان
جوردن شرایس دان (به انگلیسی: Jourdan Sherise Dunn) (زادهٔ ۳ اوت ۱۹۹۰) یک سوپرمدل و بازیگر انگلیسی است. او در پریماک همرسمیت و در سال ۲۰۰۶ استعدادیابی شد و با استورم منیجمن در لندن قرارداد امضا کرد. او مدیلنگ را از اوایل سال ۲۰۰۷ آغاز کرد. در فوریه ۲۰۰۸ او اولین سیاه‌پوستی بود که بعد از یک دهه برای شوی پرادا نمایش داشت.
در آوریل ۲۰۱۴ اعلام شد که دان چهره جدید برند میبلین است. دان به عنوان یکی از سوپرمدل‌های نسل خودش شناخته می‌شود.